# Receptor de ácido retinoico gamma
El receptor de ácido retinoico gamma (RARG), también conocido como NR1B3 (de sus siglas en inglés "nuclear receptor subfamily 1, group B, member 3"), es un receptor nuclear codificado, en humanos, por el gen rarG.

## Interacciones
El receptor de ácido retinoico gamma ha demostrado ser capaz de interaccionar con:
- NURR1[2]